# Glossophaga
Glossophaga — рід родини листконосові (Phyllostomidae), ссавець ряду лиликоподібні (Vespertilioniformes, seu Chiroptera).

## Опис
Довжина голови і тіла від 48 до 65 мм, довжина хвоста 7 мм, довжина передпліччя від 32 до 42 мм і вага до 16 гр. Хутро має основи волосся світліші. Забарвлення від темно-коричневого через світло-коричневе до червонувато-коричневого. Морда злегка витягнута. Язик  довгий і розширюваний. Вуха маленькі, круглі і окремі. Зубна формула: 2/2, 1/1, 2/3, 3/3 = 34.

## Поширення
Населяє ЦентральнуПівденну Америку. Населяє неотропіки. Мешкає від рівня моря до 2600 м.

## Звички
Поживою є комахи, фрукти, пилок, нектар, частинки квітів. Вагітність триває 2—3 місяці, народжується одне маля. У неволі може жити понад 10 років 